# Ravioli
A ravioli olasz eredetű, hússal vagy zöldségkrémmel (általában spenóttal) töltött tésztaféleség. A tészták széle általában recézett, ennek közébe töltik bele a tölteléket. Bár az ókori Rómában mai formájában még nem létezett ez az étel, de például Marco Gavio Apicio szakácskönyvében patinam apicianam sic facies néven már szerepelt egy igen hasonló recept.